# 타라 샤르마
타라 샤르마(Tara Sharma, 1977년 1월 11일 ~ )는 인도의 배우, 모델, 사회자이다. 본인의 이름을 건 "더 타라 샤르마 쇼"를 진행하고 있다.

## 출연 작품
- 파운드 어 그룸 (2010)
- 뭄바이 커팅 (2008)
- 콜링 인 러브 (2008)
- 오버나잇 (2007)
- 헤비 베이비 (2007)
- 3 페이지 (2005)
- 마스티 (2004)